# Ward (motorfietsmerk)
Ward is een Brits historisch merk van motorfietsen.
De bedrijfsnaam was W. Ward & Sons, Motor Engineers, Wetherby, Yorkshire.
Ward was een Engels merk dat in 1915 en 1916 298 cc tweetakten maakte, maar door het uitbreken van de Eerste Wereldoorlog de productie moest staken.